# View Royal
View Royal es un pueblo canadiense situado en la provincia de Columbia Británica.

## Superficie
View Royal tiene una superficie de 14,33 km².

## Demografía
En 2021, tenía 11 575 habitantes, una densidad poblacional de 807,6 hab./km², y 5175 viviendas.